# Hestiasula hoffmanni
Hestiasula hoffmanni är en bönsyrseart som beskrevs av Tinkham 1937. Hestiasula hoffmanni ingår i släktet Hestiasula och familjen Hymenopodidae. Inga underarter finns listade i Catalogue of Life.